# Чемпіонат Європи з водних видів спорту 1931
48°52′31″ пн. ш. 2°24′22″ сх. д. / 48.8754° пн. ш. 2.40613° сх. д.
Чемпіонат Європи з водних видів спорту 1931, 3-й за ліком, тривав з 23 до 30 серпня 1931 року в Парижі (Франція). Розіграно нагороди з плавання (на довгій воді), стрибків у воду і водного поло (чоловіки).

## Таблиця медалей
*   Країна-господарка ( Франція)
| Місце                | Країна               | Золото | Срібло | Бронза | Загалом |
| -------------------- | -------------------- | ------ | ------ | ------ | ------- |
| 1                    | Угорщина             | 5      | 2      | 2      | 9       |
| 2                    | Німеччина            | 3      | 4      | 4      | 11      |
| 3                    | Нідерланди           | 3      | 2      | 0      | 5       |
| 4                    | Австрія              | 2      | 1      | 1      | 4       |
| 5                    | Велика Британія      | 1      | 3      | 3      | 7       |
| 6                    | Франція*             | 1      | 2      | 2      | 5       |
| 7                    | Фінляндія            | 1      | 0      | 0      | 1       |
| 8                    | Італія               | 0      | 1      | 3      | 4       |
| 9                    | Швеція               | 0      | 1      | 0      | 1       |
| 10                   | Чехословаччина       | 0      | 0      | 1      | 1       |
| Загалом (10 збірних) | Загалом (10 збірних) | 16     | 16     | 16     | 48      |

## Медальний залік

### Стрибки у воду
Змагання чоловіків
| Дисципліна    | Золото                   | Золото | Срібло              | Срібло | Бронза           | Бронза |
| ------------- | ------------------------ | ------ | ------------------- | ------ | ---------------- | ------ |
| Трамплін, 3 м | Евальд Рібшлеґер         | 136.22 | Моріс Лепаж Франція | 135.32 | Віллі Нойманн    | 134.38 |
| Вишка         | Йозеф Штаудінґер Австрія | 111.82 | Віллі Нойманн       | 108.90 | Евальд Рібшлеґер | 107.96 |

Змагання жінок
| Дисципліна    | Золото             | Золото | Срібло                  | Срібло | Бронза                 | Бронза |
| ------------- | ------------------ | ------ | ----------------------- | ------ | ---------------------- | ------ |
| Трамплін, 3 м | Ольґа Йордан       | 77.00  | Маді Епплі Австрія      | 72.86  | ? Шлютер               | 69.??  |
| Вишка         | Маді Епплі Австрія | 34.28  | Інґеборґ Шеквіст Швеція | 33.62  | Р Кретт-Флав'є Франція | 32.94  |

### Плавання
Змагання чоловіків
| Дисципліна                      | Золото                                                | Золото    | Срібло                                                 | Срібло  | Бронза                                                     | Бронза  |
| ------------------------------- | ----------------------------------------------------- | --------- | ------------------------------------------------------ | ------- | ---------------------------------------------------------- | ------- |
| 100 м вільним стилем            | Іштван Барань                                         | 59.8      | Андраш Секей                                           | 1:00.8  | Павел Штейнер Чехословаччина                               | 1:03.0  |
| 400 м вільним стилем            | Іштван Барань                                         | 5:04.0    | Жан Тарі Франція                                       | 5:04.2  | Паоло Костолі                                              | 5:16.8  |
| 1500 м вільним стилем           | Олівер Халаші                                         | 20:49.0   | Джузеппе Перентін                                      | 20:50.6 | Паоло Костолі                                              | 21:09.4 |
| 100 м на спині                  | Ґергард Дойч                                          | 1:14.8    | Аладар Бітшкей                                         | 1:15.8  | Карой Надь                                                 | 1:16.2  |
| 200 м брасом                    | Іво Рейнґольдт Фінляндія                              | 2:52.2    | Карл Віттенберґ                                        | 2:54.4  | Ервін Зітас                                                | 2:55.0  |
| естафета 4×200 м вільним стилем | Андраш Ваніє Ласло Сабадош Андраш Секей Іштван Барань | 9:34.0 WR | Карл Шуберт Раймунд Дайтерс Ганс Бальк Герберт Гайнріх | 9:48.6  | Антоніо Конеллі Сіріо Б'янкіні Етторе Бальдо Паоло Костолі | 9:49.0  |

Змагання жінок
| Дисципліна                      | Золото                                                             | Золото | Срібло                                                                  | Срібло | Бронза                                            | Бронза |
| ------------------------------- | ------------------------------------------------------------------ | ------ | ----------------------------------------------------------------------- | ------ | ------------------------------------------------- | ------ |
| 100 м вільним стилем            | Івонн Годар Франція                                                | 1:10.0 | Віллі ден Ауден Нідерланди                                              | 1:11.8 | Джойсі Купер Велика Британія                      | 1:12.0 |
| 400 м вільним стилем            | Марі Браун Нідерланди                                              | 5:42.0 | Джойсі Купер Велика Британія                                            | 5:54.0 | Івонн Годар Франція                               | 5:55.4 |
| 100 м на спині                  | Марі Браун Нідерланди                                              | 1:22.8 | Джойсі Купер Велика Британія                                            | 1:23.6 | Філліс Гардінґ Велика Британія                    | 1:24.8 |
| 200 м брасом                    | Сеселія Волстенголм Велика Британія                                | 3:16.4 | Єнні Кастейн Нідерланди                                                 | 3:18.2 | Марджері Гінтон Велика Британія                   | 3:20.4 |
| естафета 4×100 м вільним стилем | Нідерланди Трюс Баумейстер Марія Вірдаґ Віллі ден Ауден Марі Браун | 4:55.0 | Велика Британія Валері Девіс Філліс Гардінґ Джин Макдавелл Джойсі Купер | 5:00.8 | Маргіт Маллас Ілона Тот Маргіт Шіпош Магда Ленкеї | 5:02.2 |

Легенда: WR – Світовий рекорд

### Водне поло
| Дисципліна       | Золото   | Срібло    | Бронза  |
| ---------------- | -------- | --------- | ------- |
| чоловічий турнір | Угорщина | Німеччина | Австрія |